# Équipe cycliste McDonalds Down Under
L'équipe cycliste McDonalds Down Under est une équipe cycliste australienne qui a existé lors de la saison de 2018. Elle participe aux circuits continentaux de cyclisme et en particulier l'UCI Oceania Tour. 

## Histoire
L'équipe est créée en 2018 directement sous la forme d'une équipe continentale.

## McDonalds Down Under en 2018[1]
| Effectif 2018                              | Effectif 2018     | Effectif 2018    | Effectif 2018                   |
| Cycliste                                   | Date de naissance | Pays             | Équipe précédente               |
| ------------------------------------------ | ----------------- | ---------------- | ------------------------------- |
| Mathew Bickel                              | 14 mars 2025      | Australie        |                                 |
| Ross Freeman                               | 14 mars 2025      | Australie        |                                 |
| Cameron Layton                             | 14 mars 2025      | Australie        |                                 |
| Nick Miller                                | 24 octobre 1991   | Nouvelle-Zélande | Kenyan Riders Downunder (2016)  |
| Peng Yuan-tang                             | 10 mai 1993       | Taipei chinois   | Action (2016)                   |
| Alexander Ray                              | 3 octobre 1990    | Nouvelle-Zélande | Asfra Racing Team (2017)        |
| Kane Richards                              | 1 décembre 1996   | Australie        |                                 |
| Joel Strachan                              | 20 août 1981      | Australie        | Satalyst Verve Racing (2016)    |
| Kyle Bridgwood                             | 23 février 1989   | Australie        | Data3 Cisco Racing-Scody (2016) |
| Thomas Coates (1 janv.–26 janv.)           | 22 juillet 1992   | Australie        | Kenyan Riders Downunder (2016)  |
|                                            |                   |                  |                                 |
| Sources : ProCyclingStats Cycling Quotient |                   |                  |                                 |